# Deira
|  | Per a altres significats, vegeu «Deira (regne anglosaxó)». |

Deira (àrab: ديرة, Dayra) és un barri de la ciutat de Dubai, als Emirats Àrabs Units, a la vora del golf Pèrsic i a l'est del khor de Dubai. Antigament havia estat una ciutat independent que va ser absorbida per Dubai i als anys setanta del segle XX en va esdevenir el centre. Històricament va ser el centre comercial més important de l'emirat juntament amb el seu bessó a l'altra banda del rierol, la ciutat de Dubai (independent de Deira en aquell moment), va assolir el seu màxim durant el període de la pesca de perles abans que les perles comencés a ser. cultivat a gran escala a principis dels anys trenta pels japonesos. El transport de persones és proporcionat per petites embarcacions que van constantment entre els dos costats.
Malgrat la seva importància històrica, ha anat perdent la seva importància durant les últimes dècades a causa del desenvolupament recent i l'atenció més gran del govern cap a les zones al llarg de la carretera E 11 (carretera Sheikh Zayed) i zones més avall de la costa cap a Abu Dhabi des del la Unió dels 6 Emirats el 1971.
Deira, juntament amb Bur Dubai, Karama i Satwa, forma part d'una zona que es coneix localment com a "Dubai Vell". Es deu al fet que aquests són alguns dels barris més històrics de la ciutat i acullen innombrables estructures emblemàtiques, des de socs d'or i espècies centenaris fins a forts i fortaleses antics.